# Olympische Sommerspiele 2020/Teilnehmer (Uganda)
| Gelbes Symbol für Goldmedaillen mit stilisierten Olympischen Ringen | Graues Symbol für Silbermedaillen mit stilisierten Olympischen Ringen | Braundes Symbol für Bronzemedaillen mit stilisierten Olympischen Ringen |
| ------------------------------------------------------------------- | --------------------------------------------------------------------- | ----------------------------------------------------------------------- |
| 2                                                                   | 1                                                                     | 1                                                                       |

Uganda nahm an den Olympischen Spielen 2020 in Tokio teil. Es war die insgesamt 16. Teilnahme an Olympischen Sommerspielen. Das Uganda Olympic Committee nominierte insgesamt 25 Athleten in vier verschiedenen Sportarten. 

## Teilnehmer nach Sportarten

### Boxen
| Athleten              | Wettbewerb               | 1. Runde    | 1. Runde | Achtelfinale  | Achtelfinale  | Viertelfinale | Viertelfinale | Halbfinale    | Halbfinale    | Finale        | Finale        | Rang |
| Athleten              | Wettbewerb               | Gegner      | Ergebnis | Gegner        | Ergebnis      | Gegner        | Ergebnis      | Gegner        | Ergebnis      | Gegner        | Ergebnis      | Rang |
| --------------------- | ------------------------ | ----------- | -------- | ------------- | ------------- | ------------- | ------------- | ------------- | ------------- | ------------- | ------------- | ---- |
| Frauen                |                          |             |          |               |               |               |               |               |               |               |               |      |
| Catherine Nanziri     | Fliegengewicht bis 51 kg | T. Namiki   | 0:5      | ausgeschieden | ausgeschieden | ausgeschieden | ausgeschieden | ausgeschieden | ausgeschieden | ausgeschieden | ausgeschieden | 17   |
| Männer                |                          |             |          |               |               |               |               |               |               |               |               |      |
| Shadiri Bwogi         | Weltergewicht bis 69 kg  | Freilos     | Freilos  | E. Madiew     | 1:3           | ausgeschieden | ausgeschieden | ausgeschieden | ausgeschieden | ausgeschieden | ausgeschieden | 9    |
| Kavuma David Ssemujju | Mittelgewicht bis 75 kg  | Y. Nemouchi | 0:5      | ausgeschieden | ausgeschieden | ausgeschieden | ausgeschieden | ausgeschieden | ausgeschieden | ausgeschieden | ausgeschieden | 17   |

### Leichtathletik
Laufen und Gehen 
| Athleten            | Wettbewerb       | Runde 1      | Runde 1 | Halbfinale    | Halbfinale    | Finale        | Finale        | Rang          |
| Athleten            | Wettbewerb       | Zeit         | Rang    | Zeit          | Rang          | Zeit          | Rang          | Rang          |
| ------------------- | ---------------- | ------------ | ------- | ------------- | ------------- | ------------- | ------------- | ------------- |
| Frauen              |                  |              |         |               |               |               |               |               |
| Leni Shida          | 400 m            | 52,48 s      | 6       | ausgeschieden | ausgeschieden | ausgeschieden | ausgeschieden | ausgeschieden |
| Halimah Nakaayi     | 800 m            | 2:00,92 min  | 4       | 2:04,44 min   | 8             | ausgeschieden | ausgeschieden | ausgeschieden |
| Winnie Nanyondo     | 800 m            | 2:02,02 min  | 2       | 1:59,85 min   | 5             | ausgeschieden | ausgeschieden | ausgeschieden |
| Winnie Nanyondo     | 1500 m           | 4:02,24 min  | 2       | 4:01,64 min   | 4             | 3:59,80 min   | 7             | 7             |
| Esther Chebet       | 5000 m           | 15:11,47 min | 12      | —             | —             | ausgeschieden | ausgeschieden | ausgeschieden |
| Sarah Chelangat     | 5000 m           | 15:59,40 min | 19      | —             | —             | ausgeschieden | ausgeschieden | ausgeschieden |
| Prisca Chesang      | 5000 m           | 15:25,72 min | 15      | —             | —             | ausgeschieden | ausgeschieden | ausgeschieden |
| Mercyline Chelangat | 10.000 m         | —            | —       | —             | —             | 33:10,90 min  | 24            | 24            |
| Peruth Chemutai     | 3000 m Hindernis | 9:12,72 min  | 2       | —             | —             | 9:01,45 min   | 1             | Gold          |
| Juliet Chekwel      | Marathon         | —            | —       | —             | —             | 2:53:40 h     | 69            | 69            |
| Immaculate Chemutai | Marathon         | —            | —       | —             | —             | 2:32:23 h     | 16            | 16            |
| Männer              |                  |              |         |               |               |               |               |               |
| Ronald Musagala     | 1500 m           | DNF          | DNF     | ausgeschieden | ausgeschieden | ausgeschieden | ausgeschieden | ausgeschieden |
| Oscar Chelimo       | 5000 m           | 13:39,07 min | 4       | —             | —             | 13:44,45 min  | 16            | 16            |
| Joshua Cheptegei    | 5000 m           | 13:30,61 min | 5       | —             | —             | 12:58,15 min  | 1             | Gold          |
| Jacob Kiplimo       | 5000 m           | 13:30,40 min | 4       | —             | —             | 13:02,40 min  | 5             | 5             |
| Joshua Cheptegei    | 10.000 m         | —            | —       | —             | —             | 27:43,63 min  | 2             | Silber        |
| Jacob Kiplimo       | 10.000 m         | —            | —       | —             | —             | 27:43,88 min  | 3             | Bronze        |
| Stephen Kissa       | 10.000 m         | —            | —       | —             | —             | DNF           | DNF           | DNF           |
| Albert Chemutai     | 3000 m Hindernis | 8:29,81 min  | 29      | —             | —             | ausgeschieden | ausgeschieden | 29            |
| Filex Chemongesi    | Marathon         | —            | —       | —             | —             | 2:20:53 h     | 51            | 51            |
| Stephen Kiprotich   | Marathon         | —            | —       | —             | —             | DNF           | DNF           | DNF           |
| Fred Musobo         | Marathon         | —            | —       | —             | —             | 2:18:39 h     | 44            | 44            |

### Rudern
| Athleten       | Wettbewerb | Vorlauf     | Vorlauf | Vorlauf       | Hoffnungslauf | Hoffnungslauf | Hoffnungslauf  | Viertelfinale | Viertelfinale | Viertelfinale | Halbfinale  | Halbfinale | Halbfinale    | Finale      | Finale | Rang |
| Athleten       | Wettbewerb | Zeit        | Platz   | Qualifikation | Zeit          | Platz         | Qualifikation  | Zeit          | Platz         | Qualifikation | Zeit        | Platz      | Qualifikation | Zeit        | Platz  | Rang |
| -------------- | ---------- | ----------- | ------- | ------------- | ------------- | ------------- | -------------- | ------------- | ------------- | ------------- | ----------- | ---------- | ------------- | ----------- | ------ | ---- |
| Frauen         |            |             |         |               |               |               |                |               |               |               |             |            |               |             |        |      |
| Kathleen Noble | Einer      | 8:21,85 min | 5       | Hoffnungslauf | 8:36,01 min   | 3             | Halbfinale E/F | –             | –             | –             | 8:31,67 min | 2          | Finale E      | 8:07,00 min | 2      | 26   |

### Schwimmen
| Athleten        | Wettbewerb     | Vorlauf | Vorlauf | Halbfinale    | Halbfinale    | Finale        | Finale        | Rang |
| Athleten        | Wettbewerb     | Zeit    | Rang    | Zeit          | Rang          | Zeit          | Rang          | Rang |
| --------------- | -------------- | ------- | ------- | ------------- | ------------- | ------------- | ------------- | ---- |
| Frauen          |                |         |         |               |               |               |               |      |
| Kirabo Namutebi | 50 m Freistil  | 26,63 s | 47      | ausgeschieden | ausgeschieden | ausgeschieden | ausgeschieden | 47   |
| Männer          |                |         |         |               |               |               |               |      |
| Atuhaire Ambala | 100 m Freistil | 54,23 s | 63      | ausgeschieden | ausgeschieden | ausgeschieden | ausgeschieden | 63   |